# Спільний всеосяжний план дій
Спільний всеосяжний план дій (англ. Joint Comprehensive Plan of Action (JCPOA; перс. برنامه جامع اقدام مشترک) — ядерна угода, підписана у Відні 14 липня 2015 між Іраном, групою 5+1 (п'ятьма постійними членами Ради Безпеки ООН: США, Росією, Китаєм, Францією, Великою Британією, а також Німеччиною) та ЄС щодо ядерної програми Ірану.

## Список заявлених ядерних об'єктів

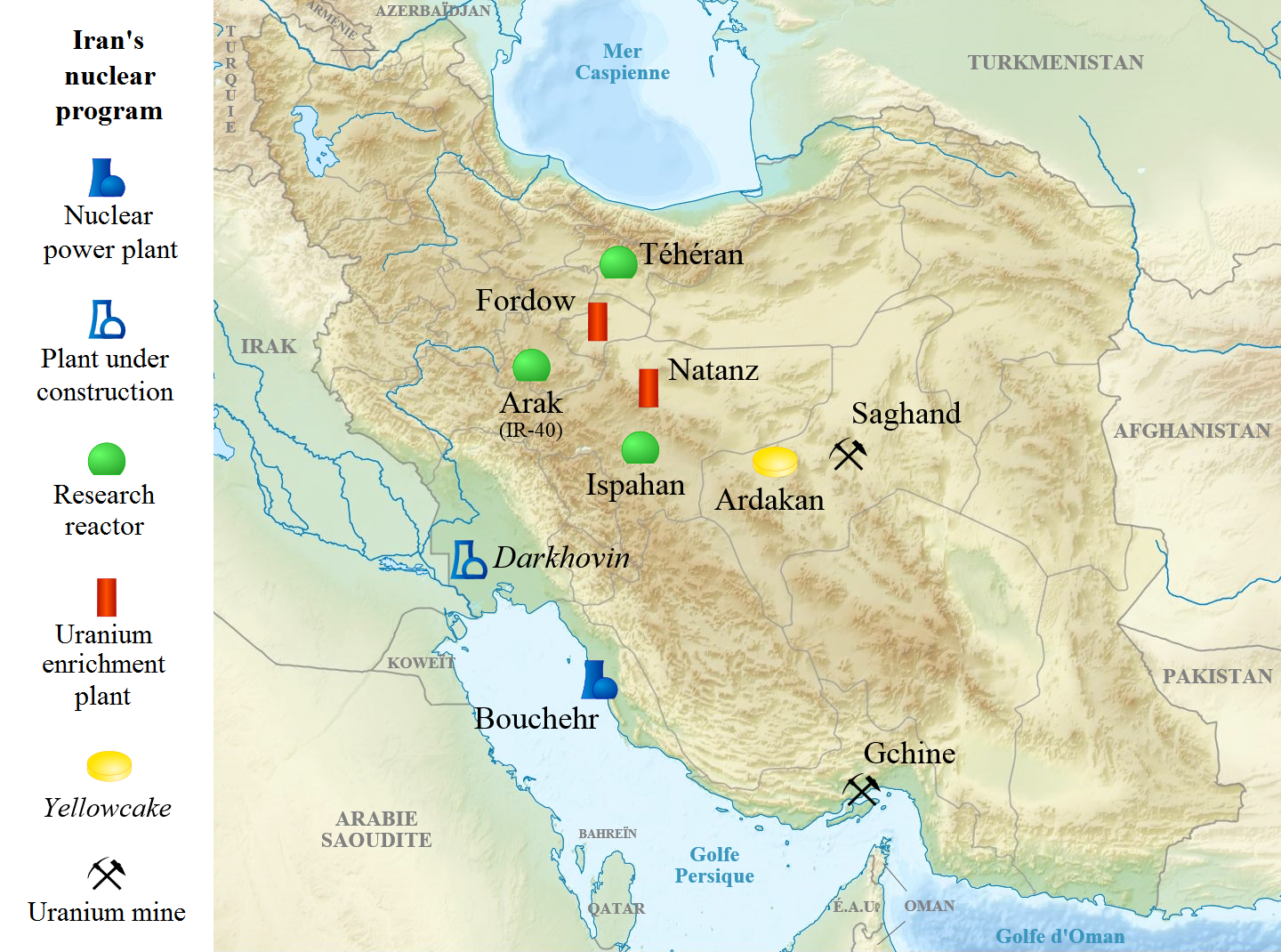
Основні об'єкти ядерної програми Ірану.

Неповний список ядерних об'єктів Ірану (згідно з даними Міжнародного агентства з атомної енергії, Ініціативи зі скорочення ядерної загрози та інших джерел):
- Тегеранський дослідний реактор (TRR) — невеликий дослідний реактор потужністю 5 МВт.
- Ісфахан, Uranium Conversion Facility (UCF).
- Натанз, Завод зі збагачення палива (FEP) — Завод з виробництва низькозбагаченого урану (LEU), 16428 встановлених центрифуг.
- Натанз, Дослідний завод зі збагачення палива (PFEP) — Завод з виробництва, дослідження та розробки низькозбагаченого урану, 702 встановлених центрифуг.
- Кум, Завод зі збагачення палива Фордо (FFEP) — Завод з виробництва UF6 збагаченого до 20 % U-235, 2710 встановлених центрифуг.
- Ерак, Іранський ядерний дослідницький реактор (IR-40) 40 МВт реактор (у стадії будівництва).
- Бушерська АЕС (BNPP).

## Передісторія
Перемовини між Іраном та P5+1 почалися у 2006 році, головна мета яких переконатися, що Іран не зможе виробляти ядерну зброю, проте має право збагачувати ядерне паливо для використання у цивільних цілях.

## Переговори в рамках спільного плану дій

### Останній раунд переговорів
Основні пункти домовленості:
- Більша частина іранського збагаченого урану буде вивезена за кордон.
- Жоден із ядерних об'єктів в Ірані не буде демонтований.
- Завод зі збагачення палива Фордо стане науково-дослідним центром ядерної фізики без потужностей зі збагачення урану.
- МАГАТЕ отримає доступ до всіх ядерних об'єктів в країні терміном на 20 років, що дозволить організації простежити за тим, щоб іранська ядерна програма мала виключно мирний характер.
- Санкції США, Євросоюзу та Ради безпеки ООН будуть зняті після укладення всеосяжної угоди щодо ядерної програми Ірану, підписання якої заплановано на кінець червня. Деякі обмежувальні заходи з боку P5+1 залишаться у дії на певний час, проте потім будуть скасовані.

## Міжнародна реакція після підписання угоди
15 липня 2015 МЗС України виступив із заявою щодо результатів переговорів з іранської проблематики:
| Україна вітає досягнення домовленості щодо Спільного всеосяжного плану дій з врегулювання іранського ядерного питання. Це дійсно історична подія, яка стала результатом довготривалих переговорів між «шісткою» міжнародних посередників та Іраном. Україна, як держава, котра добровільно відмовилась від третього за розміром ядерного потенціалу, вважає, що повна реалізація цих домовленостей стане значним внеском у зміцнення режиму ядерного нерозповсюдження, який є наріжним каменем регіональної та міжнародної стабільності. Україна вітає рішучість усіх сторін забезпечити послідовну реалізацію Спільного всеосяжного плану дій у тісному співробітництві з МАГАТЕ. Ми очікуємо на швидкий розгляд і схвалення Спільного всеосяжного плану дій Радою Безпеки ООН з метою невідкладного започаткування його імплементації. Вважаємо, що зняття економічних та фінансових санкцій з Ірану створює можливості для повнішої реалізації значного потенціалу цієї країни, у т.ч. і для активізації українсько-іранського співробітництва в торговельно-економічній сфері. |

## Вихід США з угоди
8 травня 2018 року, президент США Дональд Трамп оголосив про вихід США з даної угоди і поновлення санкцій проти Ірану.